# Marlee Matlin
Marlee Beth Matlin (født 24. august 1965) er en amerikansk skuespiller og forfatter. Hun blev tildelt en Oscar og en Golden Globe for sin debutrolle i Kærlighed uden ord. Hun er døv.
Hun har også medvirket i pseudo-dokumentaren What The Bleep Do We Know!? og spillede en gæsterolle i den første sæson af Desperate Housewives.
I de første sæsoner af Præsidentens mænd spillede Matlin døv interviewer Josephine Joey Lucas, der flirtede med Josh Lyman.
Hun vandt en Emmy for sin tilbagevendende gæsterolle på Under Overfladen og i 2004 vandt hun en Emmy for sin gæsterolle på Law & Order: Special Victims Unit.[kilde mangler]
Matlin har fortolket den amerikanske nationalsang på tegnsprog ved Super Bowl to gange: i 1993 og 2007.